# فقه اللغة وأسرار العربية
فقه اللغة وأسرار العربية. كتاب صنفه عبد الملك بن محمد بن إسماعيل أبو منصور الثعالبي في علوم اللغة العربية، يعد من أشهر مؤلفاته بعد كتابه «يتيمة الدهر».

## نبذة عن الكتاب
وفي الحقيقة فإنّ كتاب «فقه اللغة وسر العربية» هو كتابان في مصنَّف واحد، وذلك أن أبا الفضل الميكالي طلب من الثعالبي أن يؤلِّف له كتابًا في «فقه اللغة»، وهو الذي سماه بذلك، ورسم حدوده، فسارع الثعالبي إلى تأليفه، ثمّ شفعه بكتابٍ آخر سماه «سرّ العربية»، فصارا كالكتاب الواحد.
أما فقه اللغة، فيضم (30) بابًا، جمع في كل باب مفردات لغوية لمعنى تدل على أجزائه أو أقسامه أو أطواره أو أحواله، وجمع الفصول المتقاربة في المعنى في باب واحد. وقد يكتب فصولاً في باب، ويشير إلى أنه كان يجب أن يكتبه في باب سابق ولكن الشيطان أنساه كتابتها، مما يدل على أنه لم يتفرغ لإعادة بناء هذا الكتاب كعادته في كتبه.
وأما سر العربية، فهو عبارة عن فصول غير مبوبة، تناولَ فيها مسائل في اللغة وعلومها، ونقَل معظم بحوثه فيها عن كتاب «فقه اللغة» لابن فارس، وقد وهم أحمد أمين فعكس الصورة في كتابه «ظهر الإسلام» (2 /121) فحكم بالسبق للثعالبي! وهذا خطأ تاريخي ظاهر، لأن الثعالي توفي بعد ابن فارس بقرن.